# Hungría en los Juegos Olímpicos de París 1924
Hungría estuvo representada en los Juegos Olímpicos de París 1924 por un total de 89 deportistas que compitieron en 12 deportes.  
El portador de la bandera en la ceremonia de apertura fue el atleta Sándor Toldi.

## Medallistas
El equipo olímpico húngaro obtuvo las siguientes medallas:
| Nombre | Deporte            | Competición        |
| --- | ------------------ | ------------------ |
| Oro |                    |                    |
| Sándor Pósta | Esgrima            | Sable ind. M       |
| Gyula Halasy | Tiro               | Foso M             |
| Plata |                    |                    |
| Elemér Somfay | Atletismo          | Pentatlón M        |
| László Berti János Garay Sándor Pósta József Rády Zoltán Schenker László Széchy Ödön Tersztyánszky Jenő Uhlyárik | Esgrima            | Sable por eqs. M   |
| Lajos Keresztes                                                                                                  | Lucha grecorromana | 67,5 kg M          |
| Bronce |                    |                    |
| László Berti István Lichteneckert Sándor Pósta Zoltán Schenker Ödön Tersztyánszky                                | Esgrima            | Florete por eqs. M |
| János Garay | Esgrima            | Sable ind. M       |
| Rajmund Badó | Lucha grecorromana | +82,5 kg M         |
| Károly Bartha | Natación           | 100 m espalda M    |